# Umpeau
Umpeau – miejscowość i gmina we Francji, w Regionie Centralnym, w departamencie Eure-et-Loir.
Według danych na rok 1990 gminę zamieszkiwało 329 osób, a gęstość zaludnienia wynosiła 29 osób/km² (wśród 1842 gmin Regionu Centralnego Umpeau plasuje się na 817. miejscu pod względem liczby ludności, natomiast pod względem powierzchni na miejscu 1077.).